# ألفونسو غونزاليس (منافس ألعاب قوى)
ألفونسو غونزاليس (بالإسبانية: Alfonso González)‏ هو منافس ألعاب قوى مكسيكي، (ولد في مدينة مكسيكو في المكسيك 1910  م).

## وصلات خارجية
- ألفونسو غونزاليس على موقع أوليمبيديا (الإنجليزية)